# الأحياء الادارية في بغداد

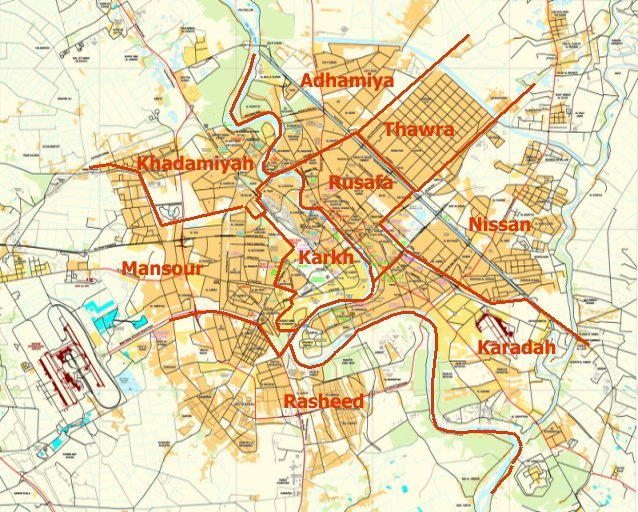
مناطق بغداد

هناك تسع مناطق ادارية في مدينة بغداد عاصمة العراق تتوافق مع المجالس الاستشارية التسعة. استخدمت خطة بغداد الأمنية هذه المناطق التسع باعتبارها المناطق الأمنية التسع. تشكلت هذه التقسيمات عام 2003 بعد غزو العراق. يُختار أعضاء المجالس المحلية من بين 89 مجلسا استشاريا للأحياء في بغداد. يعتمد عدد ممثلي الأحياء في مجلس المنطقة على عدد سكان المجتمع. يتألف المجلس الاستشاري لمدينة بغداد من 37 عضوا يُختارون من مجالس المقاطعات ويقوم أيضا على أساس تعداد سكان المنطقة.
في القائمة أدناه، تسميات مأخوذة من خريطة United Nations Humanitarian info.org التي تسرد 89 حيًا.

## احياء شرق دجلة (الرصافة)

### حي الرصافة
- 1. السنك الرشيد
- 2. الخلاني ميدان الوثبة الشورجة
- 3. ابو نواس
- 4. أورفلي، بتاوين
- 5. منتزه السعدون
- 6. معسكر جيلاني
- 7. الشيخ عمر
- 8. المدينة الطبية
- 9. باب المعظم (باب المعظم)
- 10. المستنصرية
- 11. نيل
- 12. حي 14 تموز
- 13. الإدريسي

### الاعظمية
- 14. الأعظمية
- 15. الوزيرية (الوزيرية)
- 16. الوزيرية - الصناعة (الوزيرية - الصناعة)
- 17. المغرب العربي
- 18. القاهرة
- 19. غريعات (كريعات)
- 20. تونس
- 21. حي اور
- 25. الراشدية
- الشعب[3]
- البنوك
- التربية
- سومر
- عدن
- الجزائر
- أم الغزلان

### حي الصدر (حي الثورة سابقاً(منطقة الثورة))
26. اشبيلية
27. الحبيبية
28. مدينة الصدر (مدينة صدام سابقاً ومدينة الثورة)

### 9 حي نيسان
- 29. ملعب الشعب، ميدان بور سعيد، نصب الشهيد (نصب الشهيد).
- 30. المثنى زيونة
- 31. الغدير ميدان ميسلون
- 32. بغداد الجديدة (بغداد الجديدة)، الألف دار، الخليج
- 33. الحبيبية، دور العمال، البلديات
- 34. المشتل، أمين، الرستمية
- 35. الفضيلية، الكمالية
- 36. الحسينية، المعامل، شارع الرشيد
- 37. العبيدي (العبيدي) معامل 2

### حيالكرادة
- 38. الصناعة، العلوية، الوحدة
- 39. الكرادة داخل
- 40. الزوية، الجادرية
- 41. الكرادة خارج، عرصات، المسبح
- 42. كمب سارة، طريق مخيم الرشيد

### حيالزعفرانية
- 43. الوليد
- 44. الرشيد
- 45. الشموخ
- 46. الأورفلي
- 47. السيدية
- 48. ربيعة
- 49. مخيم الرشيد

### أقضية غرب دجلة (الكرخ)
حي الكرخ
- 47. مجمع الشواكة، شارع حيفا
- 48. الشيخ معروف شلجية
- 49. الصالحية
- 50. كرادة مريم
- 51. جزيرة أم الخنازير، المجمع الرئاسي
- 52. الكندي الحارثية
- 53. حديقة الزوراء
- 54. قاعدة المثنى الجوية (مطار المثنى القديم)

### حي الكاظمية
- 55. العطيفية
- 56. الكاظمية 1
- 57. الكاظمية 2
- 58. علي الصالح
- 59. الحرية 1-5
- 60. الدباش
- 61. الشعلة

### حي المنصور
62. القادسية
63. المنصور، دراج، معرض بغداد الدولي
64. الوشاش
65. الاسكان
66. 14 رمضان
67. اليرموك (اليرموك)
68. مجمع السفارات- الكفاءات
69. العامرية
70. الخضراء، حي الجامعة (الجامعة)
71. حي العدل
72. الغزالية الشرقية
73. الغزالية الغربية
74. مطار بغداد الدولي طريق ابو غريب

### حيالرشيد
- 75. مصفاة الدورة
- 76. الدورة، أثورين، طعمة
- 77. السيدية ضوبات
- 78. السيدية
- 79. باجاس، حي العامل (العامل).
- 80. حي الجهاد
- 81. العتيبة
- 82. أجنادين، حي الشرطة الرابعة والخامسة
- 83. الفرات
- 84. صويب، مكاسب
- 85. الرسالة، قرطان، العويني الغربية
- 86. عويريج
- 87. صحة (صحة)، هور رجب
- 88. ميكانيكي آسيا
- 89. عرب جبور (البوعيثة)

## تشكيل النظام الحالي
يوجد في مدينة بغداد 89 حي رسمي ضمن 9 مناطق. كانت هذه التقسيمات الرسمية للمدينة بمثابة مراكز إدارية لتقديم الخدمات البلدية ولكن حتى عام 2003 لم يكن لها وظيفة سياسية. ابتداءً من أبريل 2003، بدأت سلطة التحالف المؤقتة التي تسيطر عليها الولايات المتحدة عملية إنشاء وظائف جديدة لهذه التقسيمات الفرعية. ركزت العملية في البداية على انتخاب مجالس الأحياء في الأحياء الرسمية المنتخبة من قبل تجمعات الأحياء. عقد اتفاق السلام الشامل سلسلة من الاجتماعات في كل حي لشرح الحكومة المحلية، ووصف عملية الانتخابات الحزبية ولتشجيع المشاركين على نشر الخبر وإحضار الأصدقاء والأقارب والجيران إلى اجتماعات لاحقة. انتهت كل عملية حي في نهاية المطاف باجتماع أخير حيث عرف المرشحون لمجالس الأحياء الجديدة أنفسهم وطلبوا من جيرانهم التصويت لصالحهم. بمجرد إنشاء جميع مجالس الأحياء الـ 88 (التي زادت لاحقًا إلى 89)، انتخب كل مجلس حي ممثلين من بين أعضائه للعمل في أحد مجالس المقاطعات التسعة في المدينة. يعتمد عدد ممثلي الحي في المجلس المحلي على عدد سكان الحي. كانت الخطوة التالية هي أن ينتخب كل من مجالس المقاطعات التسعة ممثلين من أعضائها للعمل في مجلس مدينة بغداد البالغ عدد أعضائه 37 عضوًا. ربط نظام الحكم المحلي هذا المكون من ثلاث طبقات سكان بغداد بالحكومة المركزية من خلال ممثليهم من الحي، وعبر المنطقة، وحتى مجلس المدينة.
استُعملت نفس العملية لتوفير مجالس تمثيلية للمجتمعات الأخرى في محافظة بغداد خارج المدينة نفسها. هناك، انتُخبت المجالس المحلية من 20 حيًا (ناهية) وانتخبت هذه المجالس ممثلين من أعضائها للعمل في ستة مجالس نواحي (القضاء). كما هو الحال داخل المدينة، قامت مجالس المقاطعات بعد ذلك بانتخاب ممثلين من بين أعضائها للعمل في مجلس بغداد الإقليمي البالغ عدد أعضائه 35 عضوًا.
كانت الخطوة الأخيرة في إقامة نظام الحكم المحلي لمحافظة بغداد هي انتخاب مجلس محافظة بغداد. كما في السابق، انتُخب الممثلين في مجلس المحافظة من قبل أقرانهم من المجالس الدنيا بأعداد تتناسب مع عدد سكان المقاطعات التي يمثلونها. تولى المجلس الإقليمي 41 عضوًا مهامه في فبراير 2004 واستمر حتى الانتخابات الوطنية التي أجريت في يناير 2005 ، عندما أنتُخب مجلس إقليمي جديد.
قد يبدو هذا النظام المؤلف من 127 مجلساً منفصلاً مرهقاً للغاية، لكن محافظة بغداد تضم ما يقرب من سبعة ملايين شخص. في أدنى مستوى لمجالس الأحياء، يمثل كل مجلس ما معدله 74000 شخص.

## روابط خارجية
- iraqimage.com
- تقرير بيل روجيو الخريطة
- الولايات المتحدة نيوز اند وورلد ريبورت خريطة

## أنظر أيضا
مناطق العراق